# RNF114
RNF114 (англ. Ring finger protein 114) – білок, який кодується однойменним геном, розташованим у людей на довгому плечі 20-ї хромосоми. Довжина поліпептидного ланцюга білка становить 228 амінокислот, а молекулярна маса — 25 694.
| 10         |  | 20         |  | 30         |  | 40         |  | 50         |
| ---------- |  | ---------- |  | ---------- |  | ---------- |  | ---------- |
| MAAQQRDCGG |  | AAQLAGPAAE |  | ADPLGRFTCP |  | VCLEVYEKPV |  | QVPCGHVFCS |
| ACLQECLKPK |  | KPVCGVCRSA |  | LAPGVRAVEL |  | ERQIESTETS |  | CHGCRKNFFL |
| SKIRSHVATC |  | SKYQNYIMEG |  | VKATIKDASL |  | QPRNVPNRYT |  | FPCPYCPEKN |
| FDQEGLVEHC |  | KLFHSTDTKS |  | VVCPICASMP |  | WGDPNYRSAN |  | FREHIQRRHR |
| FSYDTFVDYD |  | VDEEDMMNQV |  | LQRSIIDQ   |  |            |  |            |

A: Аланін

C: Цистеїн

D: Аспарагінова кислота

E: Глутамінова кислота

F: Фенілаланін

G: Гліцин

H: Гістидин

I: Ізолейцин

K: Лізин

L: Лейцин

M: Метіонін

N: Аспарагін

P: Пролін

Q: Глутамін

R: Аргінін

S: Серин

T: Треонін

V: Валін

W: Триптофан

Кодований геном білок за функціями належить до трансфераз, білків розвитку. 
Задіяний у таких біологічних процесах, як убіквітинування білків, диференціація клітин, сперматогенез, ацетилювання, альтернативний сплайсинг. 
Білок має сайт для зв'язування з іонами металів, іоном цинку. 
Локалізований у цитоплазмі, ядрі.